# Глан (река)
Глан (словен. Glina) је река у Корушкој (Аустрија), десна притока реке Крке, која се улива у Драву. Дугачка је 64.3 км.

## Ток
Глан извире у планинама Осојске Туре у Корушкој и тече на североисток кроз Фелдкирхен до града Шентвид на Глини где оштро скреће на југ и тече кроз Госпосветско поље, историјско средиште Корушке, и кроз Клагенфурт, престоницу Корушке. Југоисточно од града Глан савија на исток и улива се у Крку, притоку Драве.